# Josef von Kerschensteiner (Mediziner)

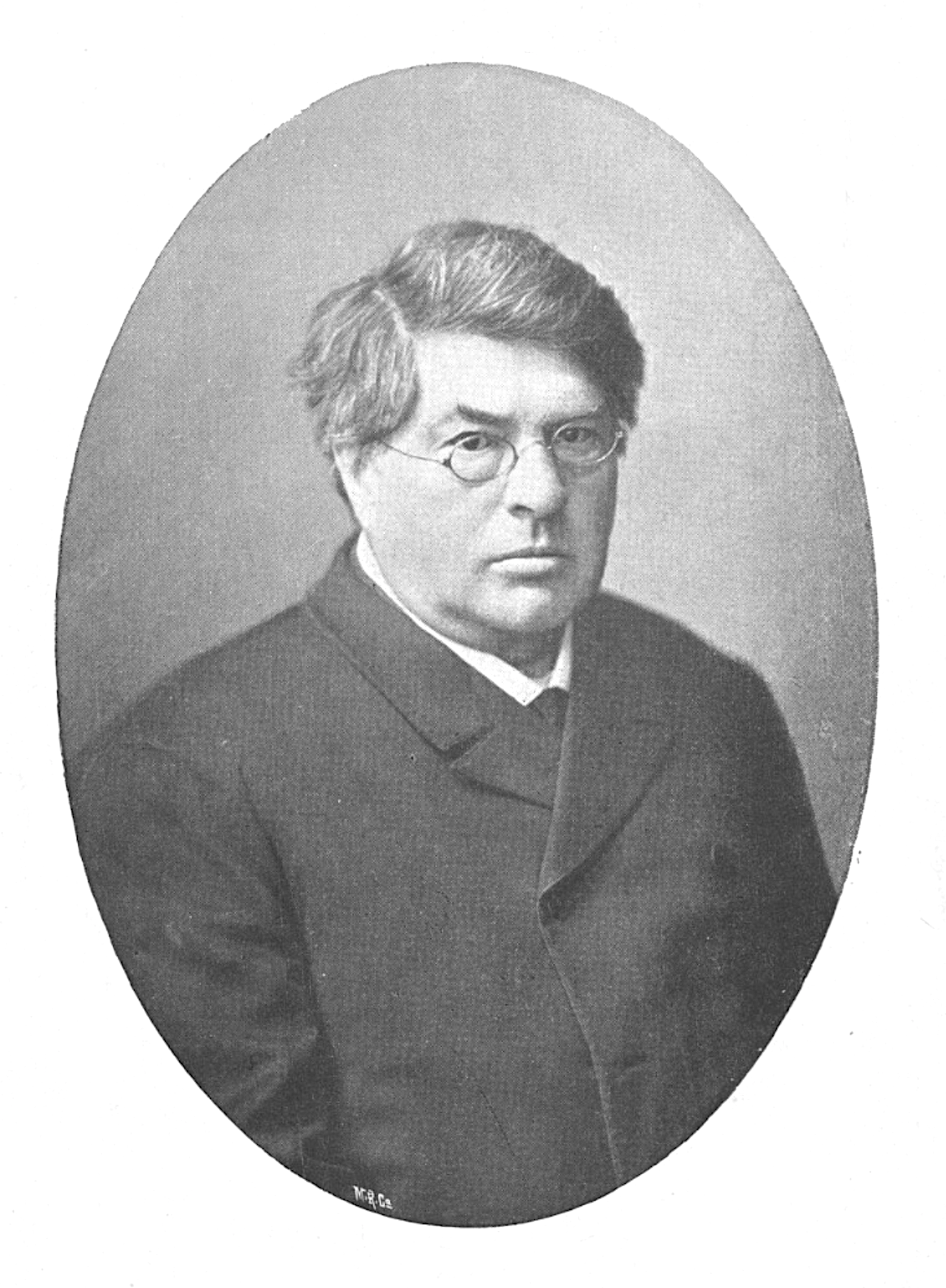
Josef von Kerschensteiner

Josef Kerschensteiner (* 23. Mai 1831 in München; † 2. September 1896 in München) war ein deutscher Mediziner und Staatsbeamter in der bayerischen Medizinalverwaltung.

## Leben
Josef Kerschensteiner wurde als Sohn des Käsehändlers Anton Kerschensteiner (1801–1877) und seiner Frau Katharina geborene Karl (1833–1895) geboren. Die Eltern werden in der Literatur zur Zeit der Kindheit Kerschensteiners als verarmt bezeichnet. Er besuchte die dortige Schule gleichzeitig mit Johann Nepomuk Nussbaum, dem späteren Chirurgen, und zeichnete sich durch seine Vorliebe für Geschichte und durch seine musikalische Begabung aus. Im Alter von 17 Jahren begann er das Studium der Medizin an der Universität München. Nach der Beendigung desselben wurde er Assistent, zuerst am Haunerschen Kinderspital, dann an der medizinischen Klinik, die damals unter der Leitung des Professors Karl von Pfeuffer stand, dessen Persönlichkeit auch auf Kerschensteiner einen großen Einfluss ausübte. Zur Vervollständigung seiner ärztlichen Ausbildung begab er sich nach Wien und ließ sich 1858 als praktischer Arzt in Mering nieder. Im Jahre 1861 wurde er zum Bezirksarzt in Augsburg ernannt, 1872 zum Medizinalrat befördert und als Sanitäts-Referent der Regierung von Mittelfranken in Ansbach zugeteilt. Im folgenden Jahr wurde er in gleicher Eigenschaft nach München versetzt. Im Jahre 1879 trat er als Obermedizinalrat in das Ministerium des Innern ein und erhielt die Leitung der gesamten Sanitätsverwaltung Bayerns.
Längere Zeit war er Mitherausgeber der „Münchener Medicinischen Wochenschrift“ sowie Mitarbeiter von „Friedreich’s Blättern“.
Seine Arbeiten betrafen die praktische Medizin, besonders die Kinderheilkunde, ferner die gerichtliche Medizin, Medizinal-Polizei und Geschichte der Medizin. In weiteren Kreisen bekannt wurden seine Aufsätze über die Fürther Industrie, die Münchener Kanalisation, die Mortalitätsstatistik und Kinderheilstätten, die Methoden der epidemischen Forschung, die Verschleppung der Masern, des Scharlachs und der Blattern durch gesunde Personen, die Krankenhäuser für kleinere Städte und ländliche Kreise und die Bekämpfung der Cholera, sowie seine historischen Schilderungen von Theophrastus Paracelsus, Malachias Geiger und Franz Thiermayer.
In seiner amtlichen Stellung erwarb er sich Verdienste durch die wohlwollende Förderung, die er den Ärztekammern und ärztlichen Bezirksvereinen zuteilwerden ließ, durch die Verbesserung der Morbiditätsstatistik der Infektionskrankheiten, und der Anzeigepflicht bei ansteckenden Krankheiten, durch die Vervollkommnung des Impfwesens, durch die Vorschriften über Leichenbeschau, durch den Erlass einer neuen Hebammen-Instruktion und einer neuen Bader-Ordnung. Auch nahm er an der Durchführung der sozialpolitischen Gesetzgebung, namentlich an den Vorbereitungen für ein Seuchengesetz, an der Regelung des Apothekerwesens, an der Herstellung der neuen deutschen Pharmakopoe und an den Verhandlungen über die ärztliche Prüfungsordnung teil. Er war Mitglied des deutschen Vereins für öffentliche Gesundheitspflege und des ärztlichen Vereins in München und stand an der Spitze mehrerer Unterstützung- und Pensionsvereine für Ärzte. Desgleichen förderte er den Volksbildungsverein in München und rief dort die populären wissenschaftlichen Vorträge ins Leben. In der neugegründeten Haushaltungsschule erteilte er Unterricht in der Gesundheitspflege. Dabei war er auch als Praktiker tätig und wurde gern zu Konsultationen gerufen.
Kerschensteiner wurde zum Geheimrat ernannt, in den Adelstand erhoben und mit bayrischen und fremden hohen Orden bedacht. Man attestierte ihm ein glückliches Familienleben sowie Geselligkeit; er galt als vortrefflicher Sänger und Flötenbläser, sowie witziger, geistsprühender Tischredner. Ein Herzleiden führte am 2. September 1896 im Alter von 65 Jahren seinen Tod herbei.

## Familie
Josef von Kerschensteiner war verheiratet mit Julie Kerschensteiner geb. Reisenegger (1846–1925). Einer ihrer gemeinsamen Söhne Josef Kerschensteiner (1864–1936) wurde Maler. Ein weiterer Sohn Hermann Kerschensteiner (1873–1937) wurde Arzt und Internist und wie der Vater Mitarbeiter der Münchener Medizinischen Wochenschrift.

## Grabstätte

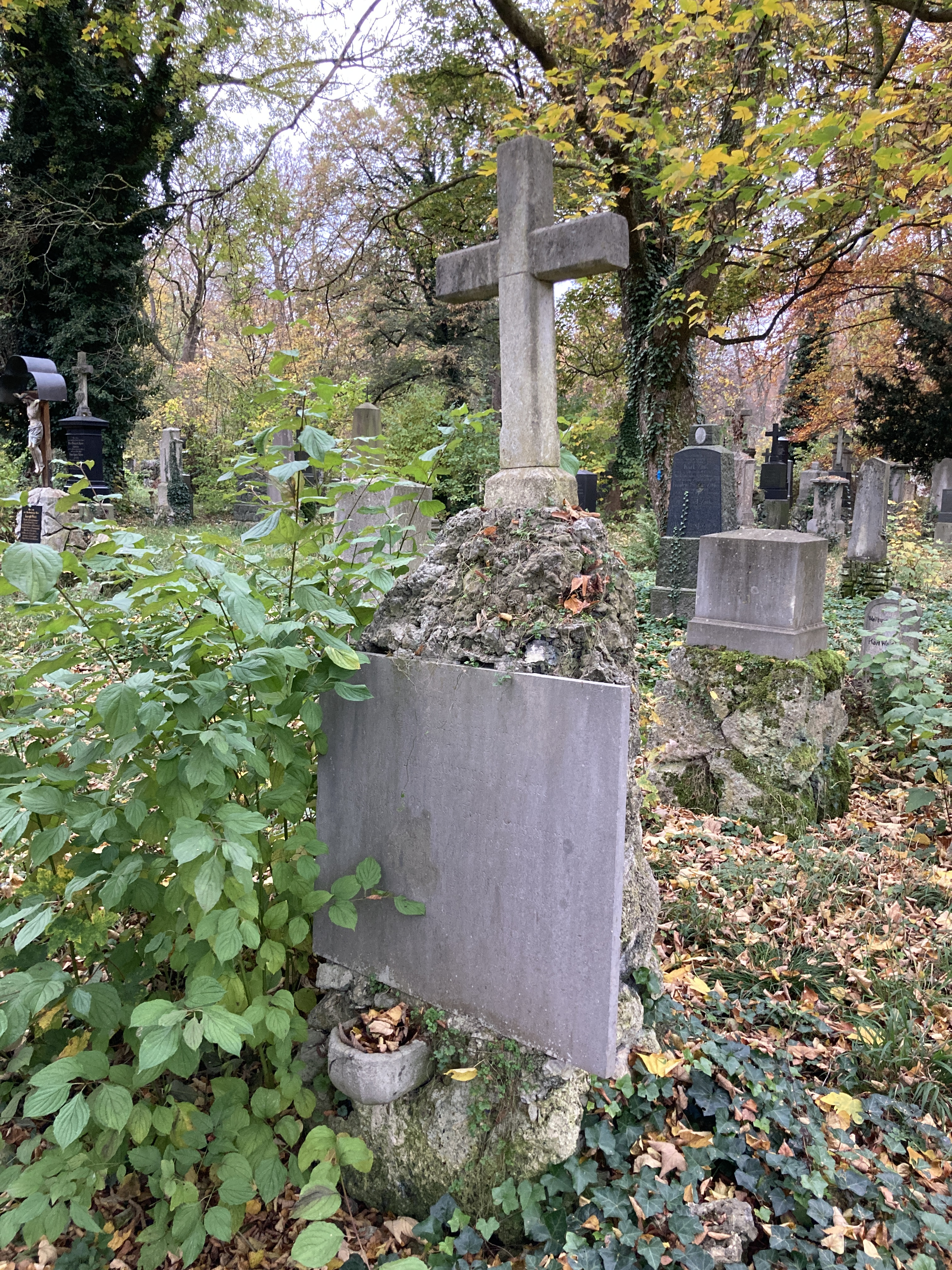
Grab von Josef Kerschensteiner auf dem Alten Südlichen Friedhof in München

Die Grabstätte von Josef Kerschensteiner befindet sich auf dem Alten Südlichen Friedhof in München (Gräberfeld 11 – Reihe 2 – Platz 40/41) Standort. In der Grabstätte liegen auch Kerschensteiners Vater Anton (1801–1877), seine Mutter Katharina (geb. Karl, 1833–1895), seine Ehefrau Julie und sein Sohn Josef.